# ویلیام ریکاربی میلر
ویلیام ریکاربی میلر (انگلیسی: William Rickarby Miller؛ ۱ ژانویه ۱۸۱۸ – ۱ ژانویه ۱۸۹۳) یک نقاش اهل آمریکا از مکتب هادسون ریور بود. وی در یکی از روستاهای کانتی دورهام انگلستان متولد شده بود و بعدها به آمریکا مهاجرت کرد. آثار او در موزه‌هایی چون موزه متروپولیتن نیویورک نگاهداری می‌شوند.